# Аркадія (Небраска)
Аркадія (англ. Arcadia) — селище (англ. village) в США, в окрузі Веллі штату Небраска. Населення — 283 особи (2020).

## Географія
Аркадія розташована за координатами 41°25′29″ пн. ш. 99°7′34″ зх. д. / 41.42472° пн. ш. 99.12611° зх. д. (41.424823, -99.126062).  За даними Бюро перепису населення США в 2010 році селище мало площу 1,48 км², уся площа — суходіл.

## Демографія
Згідно з переписом 2010 року, у селищі мешкало 311 особа в 138 домогосподарствах у складі 91 родини. Густота населення становила 210 осіб/км².  Було 176 помешкань (119/км²).
Расовий склад населення:
| - 98,7 % — білих - 0,3 % — корінних американців - 0,3 % — азіатів |

До двох чи більше рас належало 0,6 %. Частка іспаномовних становила 2,9 % від усіх жителів.
За віковим діапазоном населення розподілялося таким чином: 25,1 % — особи молодші 18 років, 47,9 % — особи у віці 18—64 років, 27,0 % — особи у віці 65 років та старші. Медіана віку мешканця становила 46,7 року. На 100 осіб жіночої статі у селищі припадало 94,4 чоловіків;  на 100 жінок у віці від 18 років та старших — 95,8 чоловіків також старших 18 років.
Середній дохід на одне домашнє господарство  становив 51 767 доларів США (медіана — 36 705), а середній дохід на одну сім'ю — 67 506 доларів (медіана — 57 750). Медіана доходів становила 35 625 доларів для чоловіків та 31 250 доларів для жінок. За межею бідності перебувало 12,7 % осіб, у тому числі 23,1 % дітей у віці до 18 років та 23,4 % осіб у віці 65 років та старших.
Цивільне працевлаштоване населення становило 182 особи. Основні галузі зайнятості: роздрібна торгівля — 23,1 %, освіта, охорона здоров'я та соціальна допомога — 20,3 %, сільське господарство, лісництво, риболовля — 13,7 %, будівництво — 10,4 %.